# Neospades
Neospades es un género de escarabajos de la familia Buprestidae.

## Especies
- Neospades chrysopygius (Germer, 1848)
- Neospades cruciatus (Fabricius, 1775)
- Neospades cupricaudus Carter, 1927
- Neospades cupriferus (Gestro, 1877)
- Neospades lateralis Blackburn, 1888
- Neospades nigroaeneus (Kerremans, 1898)
- Neospades pictus Carter, 1923
- Neospades rugiceps (Thomson, 1879)
- Neospades simplex Blackburn, 1888
- Neospades terrareginae (Obenberger, 1919)
- Neospades viridis (Kerremans, 1898)